# Maoriharpalus
Maoriharpalus is een geslacht van kevers uit de familie van de loopkevers (Carabidae). De wetenschappelijke naam van het geslacht is voor het eerst geldig gepubliceerd in 2005 door Larochelle & Lariviere.

## Soorten
Het geslacht Maoriharpalus is monotypisch en omvat slechts de volgende soort:
- Maoriharpalus sutherlandi Larochelle & Lariviere, 2005